# 太空飛碟
太空飛碟（英文：Orbitron）是香港迪士尼樂園明日世界的一個遊樂設施，是模仿加州迪士尼樂園的設施——星際火箭所興建。遊客在地面控制中心（入口）領取通行證後，便可以登上指定編號的太空飛碟，和的其他遊客一起準備起飛。飛碟升空後，便會開始飛速旋轉，圍繞旁邊遠古星系中的星體盤旋。在各種特色音效的襯托下，可觀賞明日世界之景色。